# Lago Wandlitzer
El lago Wandlitzer (en alemán: Wandlitzersee) es un lago situado al norte de la ciudad de Berlín, en el distrito rural de Barnim, en el estado de Brandeburgo (Alemania), a una elevación de 48.6 metros; tiene un área de 215 hectáreas.